# Afyonkarahisar (pokrajina)
Pokrajina Afyonkarahisar (tur.: Afyonkarahisar ili) ili kraće Pokrajina Afyon je pokrajina koja se nalazi u zapadnom dijelu Turske.
Prostire se na površini od 14,230 km2 a u njoj živi 725.568 stanovnika (podaci iz 2018.) što iznosi oko 51 stanovnik po km2.
Graniči s pokrajinama Kütahya na sjeverozapadu, Uşak na zapadu, Denizli na jugozapadu, Burdur na jugu, Isparta na jugoistoku, Konya na istoku i Eskişehir na sjeveru.
Glavni grad je Afyonkarahisar.

## Okruzi
Pokrajina Afyonkarahisar je podijeljena na 18 okruga:
| - Afyonkarahisar - Başmakçı - Bayat - Bolvadin - Çay - Çobanlar | - Dazkırı - Dinar - Emirdağ - Evciler - Hocalar - İhsaniye | - İscehisar - Kızılören - Sandıklı - Sinanpaşa - Sultandağı - Şuhut |

## Vanjske poveznice
- Službena stranica pokrajine